# Menelik II.
Menelik II. (17. srpna 1844 – 12. prosince 1913) narozený jako Sahle Maryam byl etiopský císař v letech 1889 až 1913 z dynastie Šalomounovců. Předtím než se stal etiopským císařem, vládl jako král oblasti Šewa.

## Mládí
Menelik se narodil 17. srpna 1844 v Ankoberu v provincii Šewa pod jménem Sahle Miriam. V roce 1855 byl jeho otec Haile Malakot zabit císařskými vojáky a malý Sahle Miriam zajat, po 10 letech se mu podařilo uprchnout. Vrátil se do Šewy a usedl na královský trůn.

## Vláda
V roce 1872 se prohlásil císařem Habeše vládce Tigreje Kasa, který poté přijal jméno Johannes IV. Sahlovu moc však nezlomil. Spojil oba rody sňatkem dětí a Sahlemu přiznal nástupnictví. Po jeho smrti, v roce 1889, byl Sahle Miriam nejmocnějším mužem v této africké říši, nedalo mu proto moc práce vynutit si uznání všech rasů a stát se císařem Menelikem II.
Patřil k nejvzdělanějším lidem tehdejší Etiopie. Provádí mnoho reforem, za jeho vlády přijíždí do země první vlak, je zaveden telefon, vzniká poštovní úřad. Císař řídí osobně první automobil. Zakládá budoucí hlavní město Addis Abebu, musí však čelit tlaku koloniálních mocností. V roce 1896 drtivě zvítězí ve válce s Itálií. Itálie uznává nezávislost a svrchovanost Etiopie. Proto je Menelik II. označován za zakladatele a sjednotitele moderního etiopského státu.
Na začátku 20. století ho však postihly mozkové mrtvice a jeho duševní svěžest byla zlomena. V roce 1907 jmenoval kabinet, který mu měl pomáhat, a svým nástupcem určil svého vnuka Lij Iyasua. Na podzim 1907 ztratil řeč, v roce 1911 umírá v podzemí královského paláce, jeho smrt však byla tajena až do roku 1913. Proto je rok 1913 uváděn jako oficiální datum jeho smrti.

## Vyznamenání
- čestný rytíř velkokříže Řádu svatého Michala a svatého Jiří – Spojené království, 1897
- čestný rytíř velkokříže Řádu lázně – Spojené království, 1902